# بارنتسبورغ
بارنتسبورغ (بالنرويجية: Barentsburg)‏ هي ثاني أكبر مستوطنة في سفالبارد، حيث يبلغ عدد سكانها 500 نسمة (2007) غالبيتهم روس وأوكرانيون. على الرغم من أن سفالبارد تحت السيادة النرويجية، تمنح معاهدة سفالبارد الفريدة من نوعها لعام 1920 مواطني الدول الموقعة حقوق متساوية في استغلال الموارد الطبيعية.
بارنتسبورغ هي مستوطنة روسية تقع في أقصى شمال النرويج، ضمن أرخبيل سفالبارد، بالقرب من القطب الشمالي كمستوطنة تعدين فحم، وهي اليوم واحدة من آخر المستوطنات الروسية في المنطقة، وتضم قنصلية روسية.
الموقع والتاريخ
تقع بارنتسبورغ على جزيرة سبيتسبيرغن، أكبر جزيرة في أرخبيل سفالبارد. تأسست المستوطنة في عام 1932، وبدأت عمليات البناء عليها في عام 1910 من قبل الحكومة السويدية، ثم بيعت إلى الاتحاد السوفييتي في عام 1927.
الوضع القانوني والسياسي
على الرغم من أن سفالبارد جزء من النرويج، إلا أن معاهدة سفالبارد لعام 1920 نصت على أن المنطقة منطقة منزوعة السلاح ومنطقة صناعية حرة، مما يسمح للدول الموقعة، بما في ذلك روسيا، بالاستفادة من مواردها الطبيعية.
الحياة في بارنتسبورغ
يعيش في بارنتسبورغ حوالي 495 نسمة، معظمهم من الروس العاملين في تعدين الفحم. تتميز المستوطنة بمناخ قطبي بارد، وتغطي الأنهار الجليدية نحو 60% من مساحتها، مما يجعلها موطنًا للعديد من الطيور البحرية وحيوانات الرنة والثعالب والدببة القطبية.
الوصول إلى بارنتسبورغ
يمكن الوصول إلى بارنتسبورغ عبر القوارب أو الزلاقات الثلجية من مدينة لونغييربين، عاصمة أرخبيل سفالبارد.
إذا كنت مهتمًا بزيارة بارنتسبورغ، يُنصح بالتخطيط المسبق نظرًا للظروف المناخية القاسية والمسافة الكبيرة عن أقرب المدن.

## المناخ
يظهر الجدول التالي التغييرات المناخية على مدار السنة لبارنتسبورغ:
| البيانات المناخية لـبارنتسبورغ    | البيانات المناخية لـبارنتسبورغ | البيانات المناخية لـبارنتسبورغ | البيانات المناخية لـبارنتسبورغ | البيانات المناخية لـبارنتسبورغ | البيانات المناخية لـبارنتسبورغ | البيانات المناخية لـبارنتسبورغ | البيانات المناخية لـبارنتسبورغ | البيانات المناخية لـبارنتسبورغ | البيانات المناخية لـبارنتسبورغ | البيانات المناخية لـبارنتسبورغ | البيانات المناخية لـبارنتسبورغ | البيانات المناخية لـبارنتسبورغ | البيانات المناخية لـبارنتسبورغ |
| الشهر                             | يناير                          | فبراير                         | مارس                           | أبريل                          | مايو                           | يونيو                          | يوليو                          | أغسطس                          | سبتمبر                         | أكتوبر                         | نوفمبر                         | ديسمبر                         | المعدل السنوي                  |
| --------------------------------- | ------------------------------ | ------------------------------ | ------------------------------ | ------------------------------ | ------------------------------ | ------------------------------ | ------------------------------ | ------------------------------ | ------------------------------ | ------------------------------ | ------------------------------ | ------------------------------ | ------------------------------ |
| الدرجة القصوى °م (°ف)             | 6.8 (44.2)                     | 5.6 (42.1)                     | 4.1 (39.4)                     | 5.3 (41.5)                     | 9.9 (49.8)                     | 14.6 (58.3)                    | 20.3 (68.5)                    | 17.5 (63.5)                    | 12.1 (53.8)                    | 8.5 (47.3)                     | 6.8 (44.2)                     | 5.9 (42.6)                     | 20.3 (68.5)                    |
| متوسط درجة الحرارة الكبرى °م (°ف) | −9.1 (15.6)                    | −9.4 (15.1)                    | −9.4 (15.1)                    | −6.4 (20.5)                    | −1.1 (30.0)                    | 4.0 (39.2)                     | 8.4 (47.1)                     | 7.2 (45.0)                     | 2.9 (37.2)                     | −2.6 (27.3)                    | −5.1 (22.8)                    | −7.4 (18.7)                    | −2.3 (27.9)                    |
| المتوسط اليومي °م (°ف)            | −12.1 (10.2)                   | −12.7 (9.1)                    | −12.4 (9.7)                    | −9.7 (14.5)                    | −3.3 (26.1)                    | 2.2 (36.0)                     | 6.0 (42.8)                     | 5.1 (41.2)                     | 1.0 (33.8)                     | −4.7 (23.5)                    | −7.6 (18.3)                    | −10.5 (13.1)                   | −4.9 (23.2)                    |
| متوسط درجة الحرارة الصغرى °م (°ف) | −15.2 (4.6)                    | −15.7 (3.7)                    | −15.5 (4.1)                    | −12.1 (10.2)                   | −5.1 (22.8)                    | 0.8 (33.4)                     | 4.4 (39.9)                     | 3.6 (38.5)                     | −0.4 (31.3)                    | −6.6 (20.1)                    | −10.1 (13.8)                   | −12.9 (8.8)                    | −7.1 (19.2)                    |
| أدنى درجة حرارة °م (°ف)           | −37.1 (−34.8)                  | −39.3 (−38.7)                  | −39.8 (−39.6)                  | −31.3 (−24.3)                  | −22.5 (−8.5)                   | −9.2 (15.4)                    | −0.7 (30.7)                    | −3.5 (25.7)                    | −12 (10)                       | −27.1 (−16.8)                  | −29.3 (−20.7)                  | −37.3 (−35.1)                  | −39.8 (−39.6)                  |
| الهطول مم (إنش)                   | 61 (2.4)                       | 50 (2.0)                       | 56 (2.2)                       | 44 (1.7)                       | 28 (1.1)                       | 21 (0.8)                       | 25 (1.0)                       | 35 (1.4)                       | 54 (2.1)                       | 56 (2.2)                       | 59 (2.3)                       | 63 (2.5)                       | 552 (21.7)                     |
| متوسط الأيام الممطرة              | 2                              | 1                              | 2                              | 1                              | 3                              | 10                             | 17                             | 16                             | 12                             | 4                              | 3                              | 2                              | 73                             |
| متوسط الأيام المثلجة              | 24                             | 20                             | 22                             | 20                             | 20                             | 10                             | 1                              | 3                              | 14                             | 22                             | 23                             | 24                             | 203                            |
| متوسط الرطوبة النسبية (%)         | 77                             | 77                             | 77                             | 77                             | 79                             | 81                             | 81                             | 82                             | 81                             | 77                             | 77                             | 77                             | 79                             |
| المصدر: Pogoda.ru.net             |                                |                                |                                |                                |                                |                                |                                |                                |                                |                                |                                |                                |                                |